# Dr Beyers Naudé (Cabo Oriental)
Dr Beyers Naudé es un municipio local sudafricano situado en el distrito de Sarah Baartman, en la provincia de Cabo Oriental.

## Superficie
Dr Beyers Naudé tiene una superficie de 28 653 km².

## Demografía
En 2022, tenía 101 001 habitantes, una densidad poblacional de 3,52 hab./km², y 23 318 viviendas.